# Zwecksonntag
Mit Zwecksonntagen (auch Themen- oder Mottosonntag) bezeichnet man seit den 1970er-Jahren in den katholischen Bistümern des deutschen Sprachgebiets bestimmte thematisch ausgerichtete Sonntage, die zum Teil auch mit einer zweckgebundenen Kollekte verbunden sind. Einige Zwecksonntage werden international begangen, andere nur in bestimmten Ländern oder Bistümern. In manchen Kirchengebieten gibt es 20–30 solcher Zwecksonntage. Ob er die heilige Messe in den Anliegen oder mit den Texten des Themensonntages feiern will, steht jedoch im Ermessen des Zelebranten.
Zwecksonntage thematisieren meist allgemeine Anliegen, die nicht unmittelbar aus dem eucharistischen Sinn und der Festgestalt der heiligen Messe hervorgehen. Die für die Gottesdienste zu diesen Anlässe erstellten Textangebote, gegebenenfalls in Verbindung mit einem dabei zu verlesenden Bischofswort, nehmen nicht immer Rücksicht auf die liturgische Prägung des Sonntags, auf den sie fallen. Innerkirchlich werden sie daher häufig von Liturgiewissenschaftlern als unliturgisch kritisiert.

## International
- 1. Januar: Weltfriedenstag (nicht am Sonntag, sondern am Oktavtag von Weihnachten)
- 3. Sonntag im Jahreskreis: Wort-Gottes-Sonntag[2]
- 2. Sonntag der Osterzeit: Barmherzigkeitssonntag
- 4. Sonntag der Osterzeit (Guthirtensonntag): Weltgebetstag für geistliche Berufe
- 4. Sonntag im Juli: Welttag der Großeltern und Senioren, seit 2021, von Papst Franziskus eingeführt
- Vorletzter Sonntag im Oktober: Sonntag der Weltmission
- 33. Sonntag im Jahreskreis (vorletzter Sonntag des Kirchenjahres): Welttag der Armen[3]

## Deutschland, Österreich und Schweiz
- 1. Adventssonntag: Universitätssonntag mit Kollekte (Schweiz)
- 3. Adventssonntag: „Bruder in Not“ mit Kollekte (Österreich)
- Weihnachten: Adveniat-Kollekte (Deutschland)
- Sonntag zwischen Weihnachten und Neujahr: Weltmissionstag der Kinder mit Kollekte (Deutschland)
- 2. Sonntag im Januar (oder 6. Januar) Afrikatag mit Kollekte (Deutschland)
- 2. Sonntag im Jahreskreis: Familiensonntag (Deutschland)
- Sonntag zwischen 18. und 25. Januar: Sonntag in der Weltgebetswoche für die Einheit der Christen (Deutschland, Österreich, Schweiz)
- letzter Sonntag im Januar: Bibelsonntag (Deutschland)
- 1. bis 5. Sonntag der Fastenzeit: Fastenopfer-Sonntage (Schweiz)
- Freitag vor dem 2. Fastensonntag: Familienfasttag (Österreich)
- 5. Fastensonntag: Misereor-Kollekte (Deutschland); Fastenopfer mit Kollekte (Schweiz)
- Palmsonntag: Kollekte für den Deutschen Verein vom Heiligen Lande (Deutschland)
- ein Sonntag im Mai: Bibelsonntag (Schweiz)
- ein Sonntag im Mai/Juni: Sonntag in der Woche für das Leben (Deutschland)
- 6. Sonntag der Osterzeit: Tag für die verfolgte Kirche (Deutschland)
- 7. Sonntag der Osterzeit: Renovabis-Kollekte (Deutschland)
- 7. Sonntag der Osterzeit: Welttag der sozialen Kommunikationsmittel (Österreich, in der Schweiz mit Kollekte)
- 2. Sonntag im Juni: Diaspora-Sonntag mit Kollekte (Deutschland)
- 3. Sonntag im Juni: Flüchtlingssonntag mit Kollekte (Schweiz)
- Sonntag um den 24. Juli: Christophorus-Sonntag mit Kollekte (Österreich)
- 2. Sonntag im September: Welttag der sozialen Kommunikationsmittel mit Kollekte (Deutschland, wegen Renovabis-Kollekte am 7. Sonntag der Osterzeit auf September verschoben)
- 3. Sonntag im September: Eidgenössischer Dank-, Buß- und Bettag (Schweiz)
- vorletzter Sonntag im September: Tag des ausländischen Bürgers (Deutschland, Schweiz)
- 1. Sonntag im Oktober oder ein anderer Sonntag im Herbst: Erntedankfest (Deutschland, Österreich, Schweiz)
- Sonntag nach dem 4. November: Borromäus-Sonntag („Tag des Buches“) mit Kollekte (Deutschland)
- 2. Sonntag im November: Ausländersonntag – Tag der Völker (Schweiz)
- Sonntag um 19. November: Caritas-Sonntag mit Kollekte (Österreich)

Weitere Zwecksonntage sind eher regional gebräuchlich und variieren im Termin. Es handelt sich nicht um liturgische Feiern, sondern um säkulare Gedenktage mit unterschiedlicher kirchlicher Beteiligung. In Deutschland:
- Welttag der Migranten
- Tag der Flüchtlinge
- Weltlepratag (letzter Sonntag im Januar)
- Sonntag des Sports
- Sonntag des Straßenverkehrs (meist vor den Sommerferien)

## Polen
- 1. Sonntag im Juni: Tag der Dankbarkeit

## Vergleichbare Sonntage in der evangelischen Kirche
- 4. Sonntag nach Ostern – Kantate: Sonntag der Kirchenmusik
- 10. Sonntag nach Trinitatis: Israelsonntag